# 10331 Peterbluhm
A 10331 Peterbluhm (ideiglenes jelöléssel 1991 GM10) egy kisbolygó a Naprendszerben. Freimut Börngen fedezte fel 1991. április 9-én.